# Khandeswori
Khandeswori (nep. खाण्डेश्वरी) – gaun wikas samiti w zachodniej części Nepalu w strefie Mahakali w dystrykcie Darchula. Według nepalskiego spisu powszechnego z 2001 roku liczył on 376 gospodarstw domowych i 2587 mieszkańców (1251 kobiet i 1336 mężczyzn).